# Баяндай (Іркутська область)
Баяндай (рос. Баяндай, бур. Баяндайда) — селище в Іркутській області Росії. Адміністративний центр Баяндаївського району. 

## Назва
Імовірно, місцевість названа по імені Баяндая - родоначальника бурятів Баяндаївського роду ехіритського племені .

## Географія та клімат
Розташоване за 65 км на північний схід від селища Усть-Ординський та за 130 км на північний схід від [[місто |м]. Іркутськ на річці Баяндайка. До поромної переправи на острів Ольхон відстань становить 130 км.
У селі Баяндай клімат холодно - помірний. 

## Історія
За легендою, все бурятські племена воювали між собою, відбирали один в одного худобу, землі та дружин. Батьком Баяндая став знаменитий богатир Хулт-Саган, який переміг всіх і став ватажком місцевого народу. Коли Баяндай виріс, він і його брат Ользон замінили батька. У Баяндая було семеро онуків, в честь них з'явилися сім бурятських сіл.
Офіційно Баяндай згадується як стоянка походу російських військ під час завоювання Східного Сибіру. Просування росіян відбувалося по річках Верхній Тунгусці (Ангарі), Нижній Тунгусці та Уді. Вихідними пунктами цього просування були Єнісейськ, заснований в 1619 році, Красноярськ - в 1628 році, Іркутськ - в 1661 році. На цьому ж шляху виникли: Усть-Орда, Ользон, Хогот. Почалося переселення росіян і бурят.